# Sofiane Daoud
Sofiane Daoud (en arabe : سفيان داود) est un footballeur international algérien né le 8 janvier 1975 à Oran. Il évoluait au poste de milieu offensif.

## Biographie

### En club
De 2002 à 2008, il joue 117 matchs en première division algérienne, inscrivant 25 buts. Il inscrit notamment dix buts lors de la saison 2004-2005, avec le club du MC Oran.
Il remporte une Coupe d'Algérie en 2002 avec le WA Tlemcen, et se classe sur le podium du championnat lors de cette même saison.
Il joue sa dernière saison avec le MC Oran en accédant en première division en 2009.

### En équipe nationale
Sofiane Daoud reçoit sept sélections en équipe d'Algérie entre 2004 et 2006, pour trois buts inscrits. Il joue son premier match en équipe nationale le 17 août 2004, en amical contre le Burkina Faso (score : 2-2). Il inscrit son premier but le 17 novembre 2004, en amical face au Sénégal (défaite 1-2).
Il marque son deuxième but le 9 février 2005, en amical contre le Burkina Faso (victoire 3-0). Il reçoit sa dernière sélection le 19 juin 2005, contre le Zimbabwe, lors des éliminatoires du mondial 2006. Il inscrit alors son troisième et dernier but avec l'Algérie (score : 2-2).

## Palmarès
- Vainqueur de la Coupe d'Algérie en 2002 avec le WA Tlemcen.
- Finaliste de la Coupe d'Algérie en 2000 avec le WA Tlemcen.